# Намофф, Брайан
Брайан Намофф (англ. Bryan Namoff; 28 мая 1979, Карсон-Сити, Невада, США) — американский футболист, правый защитник.

## Карьера

### Университетский футбол
В 1997—2000 годах Намофф обучался в Университете Брэдли и играл за университетскую футбольную команду «Брэдли Брейвс». В Национальной ассоциации студенческого спорта забил 32 мяча и отдал 17 результативных передач в 80 матчах.
В 2000 году также выступал за клуб «Рокфорд Рэпторс» в Премьер-лиге развития ЮСЛ.

### Клубная карьера
31 января 2001 года Намофф подписал контракт с MLS. 5 февраля 2001 года на Супердрафте MLS он был выбран во втором раунде под общим 15-м номером клубом «Ди Си Юнайтед». 8 февраля 2001 года на Драфте Эй-лиги он был выбран во втором раунде под общим 59-м номером клубом «Ричмонд Кикерс». Его профессиональный дебют состоялся 4 апреля 2001 года в первом матче четвертьфинала Кубка гигантов КОНКАКАФ между «Ди Си Юнайтед» и ямайским «Арнетт Гарденс», в котором он вышел на замену на 78-й минуте вместо Марко Этчеверри. В MLS дебютировал 13 июня 2001 года в матче против «Метростарз», отметившись голевой передачей. Всего в сезоне 2001 отдал семь голевых передач. 8 августа 2002 года «Ди Си Юнайтед» перевёл Намоффа в молодёжный состав клуба и отдал в аренду аффилированному клубу Эй-лиги «Ричмонд Кикерс» до конца сезона 2002. 3 января 2005 года «Ди Си Юнайтед» перезаключил контракт с Намоффом. 20 августа 2005 года в матче против «Лос-Анджелес Гэлакси» он забил свой первый гол в MLS. 13 января 2009 года «Ди Си Юнайтед» перезаключил контракт с Намоффом. 15 июля 2010 года Намофф объявил, что приостанавливает свою игровую карьеру, так как не смог восстановиться после серьёзного сотрясения мозга.
29 августа 2012 года Намофф подал иск на 12 млн долларов против «Ди Си Юнайтед» и его бывшего тренера Тома Соуна, утверждая, что они не смогли должным образом оценить его травму и слишком рано разрешили ему играть.

### Международная карьера
19 декабря 2006 года Намофф был вызван в ежегодный январский тренировочный лагерь сборной США, завершавшийся товарищескими матчами со сборными Дании и Мексики. В матче с датчанами 20 января 2007 года он дебютировал за звёздно-полосатую дружину, выйдя на замену на 63-й минуте вместо Криса Олбрайта.

## Достижения
Командные
 «Ди Си Юнайтед»
- Чемпион MLS (обладатель Кубка MLS): 2004
- Победитель регулярного чемпионата MLS: 2006, 2007
- Обладатель Открытого кубка США: 2008